# Вестфаль, Рольф
Рольф Вестфаль (нем. Rolf Westphal, 12 января 1931, Кала, Германия) — восточногерманский хоккеист (хоккей на траве), нападающий.

## Биография
Рольф Вестфаль родился 12 января 1931 года в немецком городе Кала.
Играл в хоккей на траве за «Мотор» из Йены.
В 1964 году вошёл в состав сборной ОГК по хоккею на траве на Олимпийских играх в Токио, занявшей 5-е место. Играл на позиции нападающего, провёл 9 матчей, забил 5 мячей (три в ворота сборной Японии, два — Канаде). Был капитаном команды.
В 1950—1966 годах провёл за сборную ГДР 48 матчей.